# Нифонтова, Руфина Дмитриевна
Руфина Дмитриевна Ни́фонтова (15 сентября 1931, Москва — 27 ноября 1994, Москва) — советская и российская актриса театра и кино, народная артистка СССР (1978).

## Биография

### Ранние годы
Родилась 15 сентября 1931 года в день памяти мученицы Руфины Кесарийской (Каппадокийской) в Москве, в семье железнодорожника. Жили на 6-й улице Соколиной Горы в одном из так называемых «бараков», построенных для семей железнодорожников.
Отец, Дмитрий Иванович Питаде (1891—1943), из мещан города Москвы (по отцу — грек, по матери — русский). С 1912 года по день смерти работал на станции «Москва-Товарная» Московско-Рязанской железной дороги. В разные годы был станционным сторожем, приёмщиком поездов, дежурным по станции, заместителем начальника станции. У коллег пользовался большим авторитетом, в списках станции значился стахановцем. В семье его очень любили как доброго уравновешенного человека. Умер в январе 1943 года в результате несчастного случая.
Мать, Дарья Семёновна Питаде (1895—1964), уроженка Тверской губернии, русская. По профессии была портнихой. В разные годы работала на ткацкой фабрике, в швейной артели, руководила закройным цехом. Была прекрасной хозяйкой, обшивала всю семью, хорошо готовила. Благодаря заботам Дарьи Семёновны, комната, в которой они жили вшестером, была полна цветов, птичьего пения, украшена салфетками, покрывалами, скатертями её работы. Награждена медалями «За оборону Москвы», «За доблестный труд в Великой Отечественной войне 1941—1945 гг.».
Кроме Руфины в семье было три брата. Старший, Александр, родился в Москве в 1921 году. В 1939 году был призван на срочную службу в армию. Его часть дислоцировалась в Прибалтике в 40 километрах от государственной границы. Последнее письмо было им отправлено из Лиепаи в начале июня 1941 года. Погиб в первые дни Великой Отечественной войны. Средний, Борис, родился в Москве в 1923 году. Ушёл добровольцем на фронт. В конце 1941 года от него пришло письмо из госпиталя, написанное под диктовку медсестрой. В начале 1942 года он скончался в госпитале от ран.
Младшие дети, Руфина и Вячеслав, были близнецами. В 1939 году они поступили в школу № 433 Сталинского района города Москвы. Вместе учились (причём неплохо), вместе озорничали. В 1947 году были приняты в ряды ВЛКСМ. Окончив школу, Вячеслав получил профессию инженера. После срочной службы в армии женился, жил и работал сначала в Ангарске, затем в Ярославле. Скончался в 1974 году.
Вся семья Питаде, дети и родители, в разные годы участвовали в творческой самодеятельности клуба железнодорожников. Дмитрий Иванович и Дарья Семёновна пели в хоре, Александр и Борис играли в духовом оркестре. Руфина и Вячеслав занимались в драмкружке.
Поскольку у Руфины Дмитриевны с юности был красивый голос (как она сама шутила — «женский бас»), после окончания школы она решила пойти на прослушивание в Консерваторию. Голос у неё оказался не певческим, но опытные педагоги посоветовали ей поступать в театральный институт. Она подала заявления в Театральное училище имени Щепкина при Малом театре и в Школу-студию МХАТ, но в обоих не прошла итоговый отбор. Решила узнать условия поступления во ВГИК. Конкурс был очень большим, она волновалась, расстроилась до слёз. По счастью, её заметил профессор Б. В. Бибиков и взял на свой курс. В одной группе с ней учились И. В. Извицкая, Ю. А. Белов, Н. В. Румянцева, М. Г. Булгакова, Г. Г. Юхтин, В. Ф. Березуцкая, В. Х. Владимирова, Т. Г. Конюхова, Л. И. Пархоменко.
В 1955 году Нифонтова окончила ВГИК (мастерская Б. В. Бибикова и О. И. Пыжовой).

### Карьера
1955—1957 — была актрисой Театра-студии киноактёра.
В автобиографических набросках она писала:

Я никогда не была красива (всегда была бледная и страшно застенчивая). Первый раз, когда я увидела себя „красивой“, это было на спектакле „За вторым фронтом“ [во ВГИКе] — и то в гриме (пригласили гримёра-профессионала).
В институте никто никогда меня не приглашал ни на одну пробу из-за некрасивости…
Тем более удивительно, что Григорий Рошаль обратил на неё внимание в ученической работе «Обломов», где она играла Акульку с приклеенной на лицо бородавкой, и в 1955 году пригласил на главную роль красавицы-крестьянки Насти в фильме «Вольница». В этом фильме дебютировала большая часть студентов мастерской Бибикова и Пыжовой. Работа Нифонтовой была отмечена призом за лучшее исполнение женской роли на IX Международном кинофестивале в Карловых Варах в 1956 году.
После успешного дебюта в «Вольнице» Руфина Дмитриевна сыграла утончённую аристократку Катю в кинотрилогии Г. Рошаля по роману А. Н. Толстого «Хождение по мукам». Известность её после образа Кати Булавиной была ошеломительной. Письма приходили не только со всех концов Союза, но и из Польши, Чехословакии, Венгрии, Болгарии, Германии, Китая и даже экзотической, по тем временам, Индонезии. Как говорила одна из её давних почитательниц, «вспышки её голубых глаз словно сыпали искрами, от которых мурашки шли по коже».
В 1957 году Михаил Иванович Царёв пригласил Нифонтову в труппу Малого театра. Интересен факт, что Вера Николаевна Пашенная, которая в своё время не приняла юную Руфину в Щепкинское училище, стала партнёршей и наставницей в её первом спектакле «Каменное гнездо». В день премьеры Пашенная написала своей подопечной:

Радуюсь тому, что Вы — талантливая, простая, хорошая актриса. Желаю Вам здоровья, сил, успехов и умоляю не терять самого прекрасного и нужного в искусстве — правды, страсти и упорного труда!
Ваша Вера Пашенная, 13 сентября 1957 г.
О её непростом характере говорит одна из легенд Малого театра. В начале 1960-х театр приехал на гастроли в Ялту. Руфина Дмитриевна обиделась на то, что её не поселили в гостинице в отдельном номере. Она пошла к администратору труппы, чтобы разобраться, но он отказал. Тогда она тайно обсыпала дустом его костюм, причём провела эту «операцию» не одна, но впоследствии своих сообщников не выдала. В Москве по этому поводу состоялся товарищеский суд в присутствии руководства и труппы театра. Нифонтова не отрицала своей вины и очень переживала по этому поводу.

На вопрос: «Зачем Вы сыпали дуст?» — она ответила: «А вы не знаете, для чего применяется дуст? От клопов». Администратор возмутился: «Вы хотите сказать, что я — клоп?» Все расхохотались. Тогда Нифонтова через весь зал сказала администратору: «Боря, если можешь, прости меня, пожалуйста".
Товарищеский суд вынес постановление: «Просить дирекцию об увольнении артистки Нифонтовой». За Руфину заступилась Пашенная и написала письмо министру культуры Е. А. Фурцевой с просьбой сохранить Нифонтову для театра. На этом дело и кончилось. Заведующая пошивочным цехом Малого Театра художник по костюмам Л. Н. Варламова вспоминает, что Руфина Дмитриевна долго и трудно переживала случившееся, приходила к ней в мастерскую посидеть, поговорить, просто помолчать.
В 1972 году Нифонтова вступила в партию. Она была секретарём правления Советского фонда мира, членом Комитета советских женщин, входила в президиум Всероссийского театрального общества (секретарь правления с 1986 по 1991 годы), президиум Центрального дома работников искусств. Состояла в месткоме Малого театра.
Благодаря таланту и твёрдости характера Нифонтова создала ряд выдающихся театральных образов на сцене Малого Театра. Её таланту помогли раскрыться такие режиссёры, как: Г. Рошаль, В. Пашенная, Б. Бабочкин, Л. Хейфец, В. Петров, Е. Симонов, И. Унгуряну, Б. Львов-Анохин. Сотрудницы пошивочного цеха во время репетиций специально ходили послушать финальный монолог Одинцовой из спектакля «Отцы и дети» в её исполнении: как они говорили, «проплакаться».
Руфина Дмитриевна много времени уделяла работе на радио. Ездила по стране с концертными программами. На встречах со зрителями читала стихи А. С. Пушкина, М. Ю. Лермонтова, Ф. И. Тютчева, А. А. Блока, А. А. Ахматовой, С. А. Есенина, Н. В. Крандиевской, О. Ф. Берггольц, Р. Бёрнса, Ш. Петёфи, Р. Г. Гамзатова. Читала монологи из спектаклей: «Гроза», «Федра», «Отцы и дети». Рассказывала об актёрской профессии, Малом театре, его истории, традициях, корифеях.
До начала 1990-х годов Нифонтова продолжала играть на сцене Малого театра. Последний спектакль, в котором она участвовала — «Обрыв» И. А. Гончарова — в роли Татьяны Марковны.

### Личная жизнь
В 1952 году вышла замуж за Нифонтова Глеба Ивановича (1922—1991), студента режиссёрского факультета ВГИКа (мастерская профессора Л. В. Кулешова). Глеб Иванович был фронтовиком, воевал с 1941 по 1945 год. Принимал участие в боях на Волховском, Ленинградском, Прибалтийском фронтах. Был радистом, потом — начальником радиостанции 376-й Стрелковой Краснознамённой дивизии. Имеет боевые награды. После демобилизации из армии поступил в Московский энергетический институт, но через год ушёл и выдержал экзамены на режиссёрский факультет ВГИКа. После окончания института в 1953 году пришёл на Московскую студию научно-популярных фильмов. Его фильмы награждены призами и дипломами на отечественных и зарубежных фестивалях. В 1955—1956 годах принял участие в Первой Советской антарктической экспедиции как автор-режиссёр полнометражного документального фильма «У берегов Антарктиды». Дочь — Ольга.
Жила в Москве на Большой Бронной улице, 2/6 .
Скончалась Руфина Дмитриевна 27 ноября 1994 года на 64-м году жизни в Москве от ишемической болезни сердца. Похоронена на Ваганьковском кладбище (участок № 26).

## Творчество[13]

### Театр
- 1957 — «Каменное гнездо» (Х. Вуолийоки, пост. М. Н. Гладков, В. И. Хохряков) — Илона
- 1957 — «Иван Рыбаков» (В. Гусев, пост. Б. И. Ровенских) — Лиза
- 1958 — «Почему улыбались звёзды» (А. Корнейчук, пост. Б. И. Равенских) — Ольга
- 1959 — «Карточный домик» (О. Стукалов, пост. Д. А. Вурос) — Нина
- 1961 — «Взрыв» (И. Дворецкий, пост. Е. П. Велихов) — документального подтверждения участия в этом спектакле не имеется
- 1961 — «Браконьеры» (Э. Раннет, пост. М. И. Жаров) — Меела
- 1962 — «Гроза» (А. Н. Островский, пост. В. Н. Пашенная, М. Н. Гладков) — Катерина
- 1962 — «Палата» (С. Алёшин, пост. Л. В. Варпаховский) — Ксения Ивановна
- 1963 — «Нас где-то ждут» (А. Арбузов, пост. Е. Р. Симонов) — Ильина
- 1964 — «Дачники» (М. Горький, пост. Б. А. Бабочкин) — Варвара Михайловна
- 1964 — «Страница дневника» (А. Корнейчук, пост. Е. Р. Симонов) — Вероника
- 1966 — «Белые облака» (В. Блинов, пост. Е. Р. Симонов) — Вероника
- 1967 — «Оптимистическая трагедия» (Вс. Вишневский, пост. Л. В. Варпаховский) — Комиссар
- 1967 — «Джон Рид» (Е. Симонов, пост. Е. Р. Симонов) — Луиза Брайант
- 1968 — «Отцы и дети» (И. С. Тургенев, пост. Е. Р. Симонов) — Одинцова
- 1970 — «Маскарад» (М. Ю. Лермонтов, пост. Л. В. Варпаховский) — баронесса Штраль
- 1970 — «Признание» (С. Дангулов, пост. Р. Н. Капланян) — Анастасия
- 1972 — «Фальшивая монета» (М. Горький, пост. Б. А. Бабочкин) — Полина
- 1972 — «Птицы нашей молодости» (И. Друцэ, пост. И. С. Унгуряну) — Руце
- 1974 — «Летние прогулки» (А. Салынский, пост. Л. Е. Хейфец) — Варвара Зевина
- 1975 — «Вечерний свет» (А. Арбузов, пост. Л. Е. Хейфец) — Тамара Николаевна
- 1977 — «Любовь Яровая» (К. Тренёв, пост. П. Н. Фоменко) — Любовь Яровая
- 1978 — «Царь Фёдор Иоаннович» (А. К. Толстой, пост. Б. И. Ровенских) — царица Ирина
- 1979 — «Агония» (М. Крлежа, пост. Стево Жигон (СФРЮ)) — Лаура
- 1982 — «Фома Гордеев» (М. Горький, пост. Б. А. Львов-Анохин) — Саша
- 1983 — «Утренняя фея» (А. Касона, пост. Б. А. Львов-Анохин) — Мать
- 1985 — «Федра» (Ж. Расин, пост. Б. А. Львов-Анохин, В. Е. Федоров) — Федра
- 1986 — «Иван» (А. Кудрявцев, пост. В. А. Андреев) — Марья
- 1987 — «Холопы» (П. П. Гнедич, пост. Б. А. Львов-Анохин) — Глафира Поджабрина
- 1989 — «Царь Фёдор Иоаннович» (А. К. Толстой, пост. Б. И. Ровенских) — Василиса Волохова
- 1992 — «Обрыв» (И. А. Гончаров, пост. В. А. Ефремова) — Татьяна Марковна

### Кино
Фильмография
- 1955 — Вольница (Мосфильм, реж. Г. Рошаль) — Настя
- 1956 — Полюшко-поле (Мосфильм, реж. В. Строева) — Валя Чернышёва
- 1957—1959 — Хождение по мукам, кинотрилогия: «Сёстры» (1957), «Восемнадцатый год» (1958), «Хмурое утро» (1959) (Мосфильм, реж. Г. Рошаль, М. Анджапаридзе) — Катя Булавина
- 1961 — День, когда исполняется 30 лет (Беларусьфильм, реж. В. Виноградов) — Светлана
- 1963 — Русский лес (Мосфильм, реж. В. Петров) — Елена Ивановна
- 1964 — Палата (Мосфильм, реж. Г. Натансон) — Ксения Ивановна
- 1965 — Год как жизнь (Мосфильм, реж. Г. Рошаль) — Женни Маркс
- 1965 — Первый посетитель (Ленфильм, реж. Л. Квинихидзе) — Александра Коллонтай
- 1966 — Дачники (Мосфильм, реж. Б. Бабочкин) — Варвара Михайловна Басова
- 1966 — Неизвестная… (Центральное телевидение СССР, реж. М. Муат)— Рута Янсон
- 1967 — Они живут рядом (Мосфильм, реж. Г. Рошаль) — Надежда Павловна Калитина
- 1968 — Интервенция (Ленфильм, реж. Г. Полока) — мадам Токарчук
- 1968 — Ошибка Оноре де Бальзака (Киностудия имени А. Довженко, реж. Т. Левчук) — Эвелина Ганская
- 1970 — Любовь Яровая (Ленфильм, реж. В. Фетин) — Павла Петровна Панова
- 1970 — Расплата (Мосфильм, реж. Ф. Филиппов) — мать Кати
- 1970 — Семья Коцюбинских (Киностудия имени А. Довженко, реж. Т. Левчук) — Вера Устиновна Коцюбинская
- 1972 — Опасный поворот (Мосфильм, реж. В. Басов) — Мод Мокридж
- 1977 — Риск — благородное дело (Киностудия имени М. Горького, реж. Я. Сегель) — актриса, жена кинорежиссёра
- 1979 — С любимыми не расставайтесь (Киностудия имени М. Горького, реж. П. Арсенов) — народный судья
- 1980 — Вам и не снилось… (Киностудия имени М. Горького, реж. И. Фрэз) — мать Татьяны Николаевны
- 1980 — Жиголо и Жиголетта (ТО «Экран», реж. А. Белинский) — Ева Баррет
- 1981 — Контрольная по специальности (Беларусьфильм, реж. Б. Шадурский) — Любовь Савельевна Орешко, бывшая партизанка
- 1981 — Снег на зелёном поле (Ленфильм, реж. В. Морозов) — Клавдия Ивановна Лукьянова, завуч
- 1982 — Год активного солнца (ТО «Экран», реж. Н. Збандут) — Вера Колосова
- 1982 — Товарищ Иннокентий (Ленфильм, реж. Е. Мезенцев, И. Шапиро) — Серебрякова
- 1984 — Берег его жизни (Мосфильм, реж. Ю. Соломин) — Екатерина Семёновна Миклухо-Маклай
- 1984 — Время и семья Конвей (Мосфильм, реж. В. Басов) — миссис Конвей
- 1992 — Сумасшедшая любовь (реж. А. Квирикашвили) — Анна Сергеевна, пациентка психлечебницы

Озвучивание фильмов
- 1980 — Государственная граница. Мы наш, мы новый… — Зинаида Кирилловна (роль В. Артмане)

Телеспектакли
- 1956 — Одна ночь (Ленфильм, реж. А. Музиль, М. Руф)
- 1964 — Перестань, Мадлен! (Центральное телевидение СССР, реж. В. Горбацевич) — журналистка, главная роль
- 1966 — Театральные встречи БДТ в Москве
- 1971 — Двадцать лет спустя (Центральное телевидение СССР, реж. Ю. Сергеев) — Герцогиня де Шеврез
- 1972 — Светит, да не греет (Центральное телевидение СССР, реж. М. Царёв, В. Рыжков) — Анна Владимировна Ренёва
- 1974 — Дом Островского (Центральное телевидение СССР, реж. Ф. Глямшин, В. Монахов) — Анна Владимировна Ренёва
- 1974 — Отцы и дети (Центральное телевидение СССР, реж. Е. Симонов, А. Казьмина) — Анна Сергеевна Одинцова
- 1974 — Птицы нашей молодости (Центральное телевидение СССР, реж. И. Унгуряну, Б. Ровенских) — тётушка Руца
- 1975 — День открытых дверей (Центральное телевидение СССР, реж. А. Говорухо) — Тамара, мачеха Оли
- 1975 — Фальшивая монета (ТО «Экран», реж. Б. Бабочкин, Ф. Глямшин) — Полина
- 1976 — Вишнёвый сад (Гостелерадио СССР, реж. Л. Хейфец) — Любовь Андреевна Раневская
- 1977 — Оптимистическая трагедия (Центральное телевидение СССР, реж. Л. Варпаховский, В. Иванов) — Комиссар
- 1981 — Любовь Яровая (Центральное телевидение СССР, реж. П. Фоменко, А. Казьмина) — Любовь Яровая
- 1983 — Фома Гордеев (ТО «Экран», реж. Б. Львов-Анохин) — Саша
- 1988 — Иван (Центральное телевидение СССР, реж. В. Андреев, Н. Марусалова) — Марья
- 1988 — Холопы (ТО «Экран», реж. Б. Львов-Анохин, В. Семаков) — Глафира

### Радио
Радиоспектакли
- 1958 — «Это случилось в Детройте» (По мотивам романа «Глубинный источник» американского писателяА. Мальца, реж. Т. Заборовская) — Бетси
- 1959 — «Нахлебник» (И. С. Тургенев, реж. М. Баташов) — Ольга Петровна Елецкая
- 1959 — «Сердце находит друга» (Н. Асанов, реж. А. Липовицкий) — Скворцова
- 1960 — «Глубокий тыл» (Б. Полевой, реж. А. Липовецкий) — Женя Мюллер
- 1960 — «Карточный домик» (О. Стукалов, реж. Д. Вурос) — Нина
- 1962 — «Гроза» (А. Н. Островский, пост. В. Пашенная, М. Гладков) — Катерина
- 1962 — «Мать живых» (Т. Тэсс, реж. А. Липовецкий) — Ольга и Драгомила
- 1962 — «Сестра Алёна» (М. Пуйманова, пост. Л. Макеева) — Алёна
- 1963 — «Браконьеры» (Э. Раннет, пост. М. Жарова) — Меела
- 1964 — «Страница дневника» (По пьесе С. Алёшина «Палата», пост. Л. Варпаховский) — Ксения Ивановна
- 1967 — «День счастливый, мирный» (А. Мишарин, реж. М. Микаэлян) — Наташа
- 1967 — «Ожидание рассвета» (Г. Падалка, реж. А. Хамсахурдия) — Хильда
- 1969 — «Море любит отважных» (Л. Митрофанов, реж. А. Футликов) — Марина
- 1978 — «Любовь Яровая» (К. Тренёв, пост. П. Фоменко) — Любовь Яровая
- 1978 — «Страницы жизни Эдит Пиаф» (О трудном пути Эдит Пиаф к успеху и признанию) — Эдит Пиаф
- 1982 — «Фома Гордеев» (Сокращённый вариант спектакля по роману М.Горького, пост. Б. Львов-Анохин) — Саша
- 1982 — «Любовь в Старокороткино» (В. Липатов, пост. Е. Весник) — Люба Ненашева
- 1986 — «Иван» (По пьесе А. Кудрявцева «Иван и Мадонна»,) — Марья
- 1988 — «Победительница» (А. Арбузов, реж. А. Юнников) — Майя Алейникова
- 1989 — «Федра» (Ж. Расин, пост. Б. Львов-Анохин) — Федра

Сцены из театральных спектаклей (радио)
- 1967 — «Каменное гнездо» (Х. Вуолийоки, реж. М. Гладков, В. Хохряков) — Илона
- 1968 — «Оптимистическая трагедия» (Вс. Вишневский, реж. Л. Варпаховский) — комиссар
- 1971 — «Оптимистическая трагедия» (Вс. Вишневский, пост. Л. Варпаховский) — комиссар
- 1972 — «Фальшивая монета» (М. Горький, реж. Т. Заборовская) — Полина

Радиокомпозиции
- 1976 — «Сестра Керри» (По одноимённому роману Т. Драйзера. Читают Р. Нифонтова и Ю. Яковлев)
- 1986 — «Поэтическая тетрадь» (И. Ильинский, Р. Кутуй, Р. Нифонтова читают стихи)
- 1988 — «Стихотворения поэтов США» (Читают А. Джигарханян, Л. Толмачёва, Г. Бортников, Р. Нифонтова)

Литературные чтения (радио)
- 1977 — «Стихи советских поэтов»
- 1978 — «Калмыцкий край» (Стихи Б. Сангаджиевой)
- 1978 — «Стихи» (Стихи американского поэта Р. Джефферса)
- 1978 — «Стихи» (Стихи американского поэта Дж. Таггарта[англ.])
- 1978 — «Читает Руфина Нифонтова» (Р. Нифонтова читает стихи Л. Татьяничевой, Л. Щипахиной и М. Исаковского)
- 1979 — «Стихотворения Якова Полонского»
- 1981 — «Стихотворения Леси Украинки»

## Награды
- Кинофестиваль в Карловых Варах (приз за лучшую женскую роль, фильм «Вольница», 1956);
- Всесоюзный кинофестиваль в Москве (номинация «Первые премии для актёров», фильм «Сёстры», 1958);
- Всесоюзный кинофестиваль в Минске (номинация «Первый приз за женскую роль», фильм «Восемнадцатый год», 1960);
- Заслуженная артистка РСФСР (1962);
- Народная артистка РСФСР (1966);
- Орден «Знак Почёта» (1967);
- Юбилейная медаль «За доблестный труд» (1970) — от имени Президиума Верховного совета СССР;
- Орден Трудового Красного Знамени (1974);
- Народная артистка СССР (1978);
- Золотая медаль имени народного артиста СССР Попова А. Д. (1978) — за лучшее воплощение военно-патриотической темы на сцене (за создание спектакля «Любовь Яровая» К. Тренёва на сцене Государственного академического Малого театра Союза ССР);
- Орден Дружбы народов (1981) — за заслуги в развитии советского театрального искусства и в связи с пятидесятилетием со дня рождения[14].

## Документальные материалы
- 1981 — Выступление Бориса Львова-Анохина перед спектаклем «Любовь Яровая» (Режиссёр Б. Львов-Анохин рассказывает о творчестве Р. Нифонтовой)
- 1999 — Руфина Нифонтова (из цикла телепрограмм канала ОРТ «Чтобы помнили») (документальный)